# الذكر كمعيار
في النظرية النسوية، ينص مبدأ الذكر كمعيار على أن «اللغة التي تشير إلى الإناث مثل اللاحقة -ess كما في كلمة actress (ممثلة) واستخدام مفردة man (رجل) للتعبير عن human (الإنسان) والوسائل الأخرى، يعزز الاعتبار القائل إن فئة الذكور هي القاعدة والمعيار والفئة الأنثوية المقابلة هي مجرد اشتقاقات أقل أهمية».
شُرحت هذه الفكرة بوضوح لأول مرة من قبل مفكري القرن التاسع عشر الذين بدأوا بتفكيك اللغة الإنجليزية لكشف نواتج وأسس النظام الأبوي. حظي مبدأ الذكر كمعيار والعلاقة بين القواعد الجندرية والطريقة التي يصور بها المتحدثون المعنيون عالمهم باهتمام في مجالات مختلفة من الفلسفة إلى علم النفس والأنثروبولوجيا، وأثار مناقشات حول الحتمية اللغوية وعدم المساواة الجندرية. الرسالة الأساسية لهذا المبدأ هي أن النساء يتحدثن لغة أقل شرعية تدعمها وتُعرّفها تبعية الجنس الأنثوي باعتباره ثانويًا للغة المعيارية المقبولة المنحازة للذكور. من خلال اعتبار لغة النساء قاصرة مقارنة بلغة الرجال، افتُرض أن هناك خطأ ما في لغة النساء. حافظ البحث في العلوم الاجتماعية بعد ذلك، ولا سيما في تحليل الخطاب، على التحيز الذكوري الممنهج وأهّله. 
على صعيد الممارسة، تُظهر الجندرة النحوية تحيزًا بنيويًا ممنهجًا جعل الصيغ المذكرة معيارًا للسياقات العامة غير محددة الجندر. وفقًا لمبدأ الذكر كمعيار، يعمل التحيز اللغوي للذكور على إقصاء النساء وتجاهلهنّ والانتقاص من تجربة النساء بحيث يُعتبر كل ما ليس ذكريًا بأنه منحرف وغير ملائم لتمثيل فئات اجتماعية متعددة.

## التطور التاريخي

### التحول من الهرمية الجنسية إلى الثنائية الجنسية
في القرن الثامن عشر، كان هناك إعادة تفسير جذرية لجسد الأنثى في علاقته بالذكر. قبل هذا التغيير في التفكير، كان الرجال والنساء مؤهلين من خلال درجة الكمال الميتافيزيقي، بينما في أواخر القرن الثامن عشر كان هناك نموذج جديد تأسس على أفكار المثنوية الراديكالية والاختلاف البيولوجي. استخدم علماء البيولوجيا التطورات في دراسة علم التشريح وعلم وظائف الأعضاء لتغيير فهم الاختلاف الجنسي إلى النوع بدلًا من الدرجة. عزز هذا التحول الميتافيزيقي في فهم الجنس والجندر، بالإضافة إلى التفاعل بين هذه الفئات الاجتماعية المعاد تعريفها والعديد من المعتقدات القائمة في التباينات المتأصلة بين الرجال والنساء. سمح هذا التحول للعلماء وصانعي القرار وغيرهم من ذوي التأثير الثقافي بإعلان اعتقاد في ثنائية الجنس تحت ستار الوضعية والتنوير العلمي.
منذ القرن الثامن عشر، كانت النظرة السائدة للاختلاف الجنسي هي وجود جنسين متوازنين ومتضادين وغير قابلين للمقارنة تستند عليهما الحياة السياسية والاقتصادية والثقافية للرجال والنساء ويُستدام من خلالها النظام الاجتماعي. على عكس العصر الحديث فسر الخطاب السائد أجساد الذكور والإناث على أنها نسخ مرتبة بشكل هرمي ورأسي لجنس واحد بدلًا من كونها أضداد مرتبة أفقيًا كما أنها غير قابلة للمقارنة. في الواقع، لم يكن الأمر كذلك حتى النصف الثاني من القرن الثامن عشر، إذ تأسست فكرة وجود جنسين مختلفين، ومن خلال سياسات ذلك الوقت، تولّدت طرق جديدة لفهم الناس والواقع الاجتماعي. وضع الاعتراف بهذا التحول ومناقشته من قبل النسويات الأصليات في حوالي القرن التاسع عشر الأساس الذي قامت عليه النسويات لاحقًا بفحص اللغة المتجندرة، وتحدي ثنائية الجندر والأحكام المسبقة المتأصلة فيه، وتطوير مبدأ الذكر كمعيار.

### منتصف القرن العشرين

#### سيمون دو بوفوار
في عام 1949، وصفت الوجودية الفرنسية سيمون دي بوفوار في كتابها الجنس الثاني مفهومين تطورا لاحقًا في مجالات اللغويات وعلم النفس وأصبحا أساسًا لمبدأ الذكر كمعيار في الموجة النسوية الثانية. كتبت بوفوار أن الرجل يُنظر إليه على أنه الإيجابي والحيادي، منذرةً بدراسة التمييز، أو التمييز اللغوي بين المصطلحات المميزة وغير المميزة للمتضادات. على وجه التحديد، «الفكرة القائلة بأن التباين النموذجي بين الأضداد... ليس متماثلًا». بدلًا من ذلك، غالبًا ما يكون التباين بين المتضادات غير متماثل بمعنى يمكن تحييد المصطلح الإيجابي أو غير المميز في المعنى ليشير إلى المقياس ككل بدلًا من مجرد الطرف الموجب؛ ولكن المصطلح السلبي أو المميز يمكن أن يشير فقط إلى الطرف السالب. تُعتبر الصيغ المذكرة أو المفردة غير الملحقة على أنها غير محددة في تباين مع الصيغ المؤنثة أو الجموع.
تتابع بوفوار في كتابتها «أن هناك نوع بشري مطلق هو المذكر... وبالتالي فالإنسانية ذكر»، ولم يعد تحييد الرجل ليشمل المرأة موضوعها، بل هو إضفاء الذكورة على الجنس البشري بأسره لاستبعاد المرأة -أو على الأقل جعلها المقابل الآخر. وهكذا، قدمت مفهومها الثاني وأنذرت بالمفهوم النفسي للنموذج الأولي وتطور نظرية النموذج الأولي في السبعينيات. نظرية النموذج الأولي هي نموذج للتصنيفات المتدرجة، حيث يكون بعض أعضاء الفئة أكثر مركزية من الآخرين. يساعد النموذج الأولي في شرح معنى الكلمة من خلال التشابه مع أوضح مثال. لا يتمتع جميع أعضاء فئة ما بوضع متساوٍ في ذهن المدرك البشري؛ فبعض الأعضاء يُنظر إليهم بدلًا من ذلك على أنهم أكثر مساواة -أو أكثر ميلًا لكونهم نموذجًا أوليًا- من الأعضاء الآخرين. مثل العضو النموذجي في أي فئة، يُعتبر الذكر النقطة المرجعية المعرفية، المعيار، لفئة البشر؛ ومثل الأعضاء غير النموذجيين في أي فئة، تُعتبر الأنثى اختلافًا في هذا النموذج الأولي، وهو مثال أقل تمثيلًا للأنواع البشرية.

#### لوس إريغاراي
تمامًا كما فعلت سيمون دي بوفوار في العقود الأخيرة، ركزت العالمة النسوية والأدبية الفرنسية لوس إيريغاراي أفكارها فيما يتعلق بالذكر كمعيار حول فكرة أن النساء ككل يُنظر إليهن بصفتهن آخر من خلال عدم المساواة الجندرية المنهجة، لا سيما من خلال اللغة المجندرة وكيف يمكن تعريف التجربة الأنثوية والذاتية بالاختلاف عن المعيار الذكري؛ من خلال معارضة نظام مركزية القضيب حيث تُستخدم اللغة عمدًا كطريقة لحماية مصالح القضيب والتأكيد اللاشعوري لموقفه كمعيار. تؤكد إيريغاراي أن تصنيف المرأة كنسخة أدنى من الرجل، وهو تنوع شاذ من المعيار الذكوري، ينعكس عبر التاريخ والفلسفة الغربية. والجدير بالذكر أن فرويد قد أبدى إحساسًا مشابهًا لديناميات الجندر في وصفه للنساء على أنهن رجال صغار. في هذا التقليد من عدم المساواة، تُقاس النساء مقابل معيار الرجل، ويُنظر إليهن عند المقارنة- على أنهن ناقصات أو مكملات أو مماثلات. وتؤكد إريغاراي أن أي تصور للاختلاف بين الجنسين هو وهم. «عندما لا تكون النساء مثل الرجال، فإنهن يفشلن في الوجود كليًا».

#### ديل سبيندر
تُعد ديل سبندر إحدى أكثر الباحثات النسويات التي يُستَشهد بها عند العمل مع مبدأ الذكر كمعيار. تدعي سبيندر أن النظام الأبوي هو إطار مرجعي، وطريقة خاصة لتصنيف وتنظيم الأشياء والأحداث في العالم. باللغة نصنف وننظم العالم، ومن خلالها نمتلك القدرة على التلاعب بالواقع. بهذه الطريقة، إذا كانت لغتنا معيبة بشكل منهجي و/ أو تستند إلى بنية أساسية من القواعد غير الصالحة، بالتالي فنحن مُضللون ومخدوعون على المستوى الإدراكي الأساسي. كان لابد من اختراع وتعريف القواعد التي من خلالها نصنع المعنى، تلك التي ترتبط ارتباطًا جوهريًا باللغة. تحدد هذه القواعد اللغوية إطارنا المرجعي والنظام والأسس التي من خلالها نفسر الواقع ونفهمه. توضح سبيندر أن هذه القواعد تصبح ذاتية التحقق وذاتية الدوام مع مرور الوقت، بصرف النظر عن صحة المعتقدات و/ أو التفسيرات التي تأسست عليها.
تدعي سبيندر أن القاعدة الدلالية للذكر كمعيار قد تبدو غير فعالة في إنتاج التأثير الاجتماعي المزعوم الذي خلص إليه العديد من النسويات، لكن هذا في الواقع جزء من سبب انتشار القاعدة وضررها الصارخ في بناء تصوراتنا عن الجندر. وطالما ظلت هذه القاعدة مركزية بالنسبة للغات المجندرة، فسوف يستمر مستخدمو هذه اللغات في تصنيف العالم على أساس أن الذكور هم المعيار الطبيعي وأن أولئك الذين ليسوا ذكورًا سوف يُعتبرون منحرفين. سيستمر المتحدثون في تقسيم البشرية إلى قسمين متحيزين بشكل غير عادل. من خلال ترتيب الأشياء والأحداث في العالم وفقًا لهذه القواعد، نضع الأساس المنطقي وإثبات سيادة الذكور.